# Beleg van Belgrado (1521)
Het Beleg van Belgrado vond plaats tussen 25 juni en 29 augustus 1521 en was een onderdeel van de expansiedrang van de Ottomanen in het westen. Sinds 1459 was Servië een deel van het Ottomaanse Rijk, behalve Belgrado, dat in Hongaarse handen was.

## Achtergrond
In 1520 werd Süleyman I, sultan van het Ottomaanse Rijk, in volle expansie. Zijn tegenstander koning Lodewijk II van Hongarije was slechts veertien jaar oud en heerser van een land in verval. Toen Süleyman een ambassadeur naar Lodewijk stuurde om zijn jaarlijks tribuut te ontvangen, werd die wandelen gestuurd, een oorlogsverklaring. Lodewijk had gehoopt op steun van de christelijke naties en Belgrado had gerekend op steun van de koning, maar die kwam niet.

## Beleg
Sultan Süleyman, vergezeld door grootvizier Piri Mehmed Pasha, verliet Istanboel op 6 februari 1521, midden juni sloeg hij zijn kamp op in Zemun en belegerde de stad. Hij bestookte de muren met krachtige artillerie. Vanaf 2 augustus lanceerde hij verschillende landaanvallen tegen de benedenstad, maar die werden afgeslagen. Süleyman liet toen een brug van boten bouwen en zijn artillerie overbrengen naar een eiland in de rivier. Op 8 augustus lanceerde hij een algemene aanval, Piri Mehmed Pasha viel aan vanaf de oever van de Donau, Mustafa Pasha vanaf de oever van de Sava, en de janitsaren probeerden de muren van de stad te beklimmen. De aanvallers slaagden er in de benedenstad te veroveren.
In de volgende dagen liet Süleyman zijn zware artillerie naar de benedenstad overbrengen en de lichtere stukken naar een toren van het Franciscaner klooster. De Ottomanen slaagden erin om branden te stichten in de bovenstad. Op 17 augustus werd een aanval onder leiding van Ahmed Pasha afgeslagen. Vanaf 24 augustus liepen troepen uit de bovenstad over naar het Ottomaanse leger. Op 26 en 27 augustus beval Süleyman een nieuwe algemene aanval die op 29 augustus resulteerde in de capitulatie van de stad.

## Resultaat
Servië was nu volledig in Ottomaanse handen. In 1526, na de Slag bij Mohács werd Hongarije een deel van het Ottomaanse Rijk.